# Vallée Mertz-Ninnis
La vallée Mertz-Ninnis (en anglais : Mertz-Ninnis Valley, Mertz-Ninnis Trough ou Adelie Depression) est une vallée sous-marine située en Antarctique. Elle est liée aux glaciers Mertz et Ninnis.
Le nom de cette vallée a été attribué pour rendre hommage aux explorateurs Xavier Mertz et Belgrave Edward Sutton Ninnis qui ont péri pendant l'Expédition antarctique australasienne . 